# 托尔西 (索恩-卢瓦尔省)
托尔西（法語：Torcy，法語發音：[tɔʁsi] ⓘ）是法国索恩-卢瓦尔省的一个市镇，属于欧坦区。

## 地理
托尔西（46°47'1"N, 4°26'8"E）面积19.62 平方千米，位于法国勃艮第-弗朗什-孔泰大區索恩-卢瓦尔省，该省份为法国中部省份，北起顺时针与科多尔省、汝拉省、安省、罗讷省、卢瓦尔省、阿列省和涅夫勒省接壤。
与托尔西接壤的市镇（或旧市镇、城区）包括：勒克勒佐、莱比佐、勒布勒伊、埃屈斯、蒙瑟尼、蒙沙南、圣厄塞布。

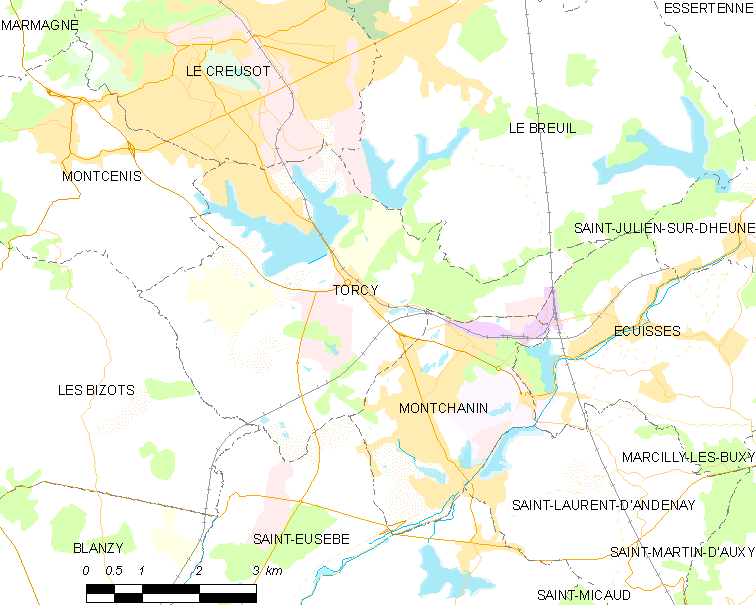
的OSM定位图

托尔西的时区为UTC+01:00、UTC+02:00（夏令时）。

## 行政
托尔西的邮政编码为71210，INSEE市镇编码为71540。

## 政治
托尔西所属的省级选区为勒克勒佐第一县。

## 人口

1962-2008年间人口变化图示

托尔西于2022年1月1日时的人口数量为2805人。